# 斐濟政黨列表
斐濟实行多黨制，存在有許多政黨且沒有任何一個政黨能夠單獨在议会過半，因此必須結合其他政黨組成聯合政府。2013年1月斐濟軍政府公佈了登記政黨的新規定，包括必須有5,000名繳交黨費的正式黨員、遵守領導規範和政黨名稱必須以英文命名，這也代表現有16個已登記的政黨必須重新登記以符合新規定。

## 全國性政黨
- 斐濟工黨（Fiji Labour Party）
- 社會民主自由黨（Social Democratic Liberal Party）
- 團結人民黨（United Peoples Party）：主要由歐洲裔、華裔和其他少數族裔支持的政黨，於2013年解散。
- 獨立國家聯盟（Coalition of Independent Nationals）
- 保守聯盟（Conservative Alliance）
- Dodonu ni Taukei
- 斐濟族政治黨（英語：Fijian Political Party，斐濟語：Soqosoqo ni Vakavulewa ni Taukei）
- Girmit Heritage Party
- 斐濟綠黨（Green Party of Fiji）
- 正義與自由黨（Justice and Freedom Party）
- 斐濟民族聯盟黨（National Alliance Party of Fiji）
- 國家聯邦黨（National Federation Party）
- 羅圖馬島人民之聲（Lio 'On Famör Rotuma）：代表羅圖馬島居民權益。
- 新民族主義黨（New Nationalist Party）
- Nationalist Vanua Tako Lavo Party
- 國家聯合黨（Party of National Unity）
- 真相黨（Party of the Truth）
- 人民民族黨（People's National Party）
- 社會自由多元黨（Social Liberal Multicultural Party）

## 地方政黨
- 糖市納稅人聯盟（Sugar City Ratepayers Alliance）：只在西部城市勞托卡活動。